# Oreodera leucostigma
Oreodera leucostigma är en skalbaggsart som beskrevs av Monné och Lúcia Maria de Campos Fragoso 1988. Oreodera leucostigma ingår i släktet Oreodera och familjen långhorningar. Inga underarter finns listade i Catalogue of Life.